# Costo generalizado

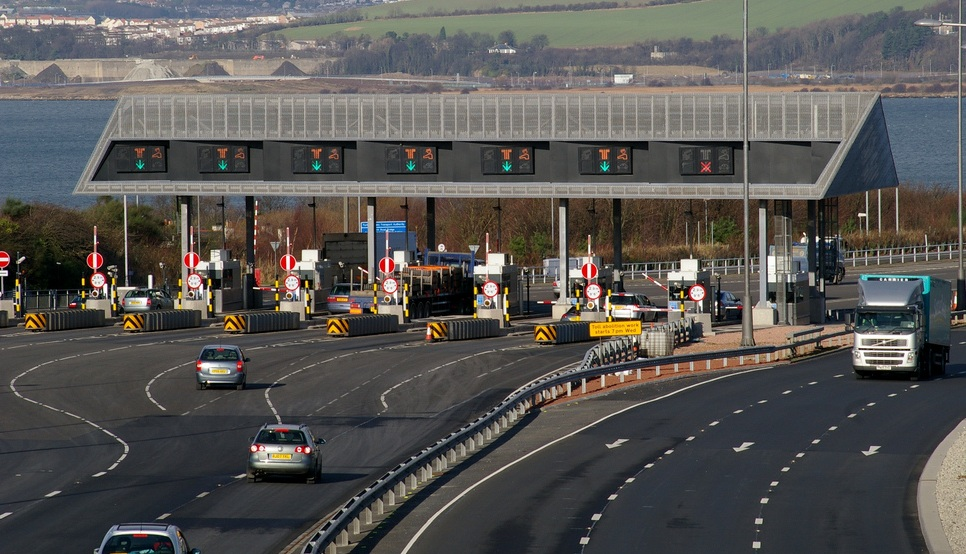
Peaje en Reino Unido

En economía del transporte, el costo generalizado es la suma de los costos monetarios y no-monetarios de un viaje. Los costos monetarios (o costos que salen del bosillo) es la tarifa para viajes en transporte público y el combustible, estacionamiento, uso y desgaste (por ejemplo llantas) y peajes, si los hubiera para viajes en transporte privado. Los costos no-monetarios hacen referencia  al tiempo gastado llevando a cabo el viaje. El tiempo es convertido a dinero por medio de la multiplicación de por el respectivo valor del tiempo.

## Forma básica
En su forma básica, el costo generalizado (g) se compone de:
{\displaystyle g=p+u(w)}
- p es la suma de los costos monetarios.
- u(w) hace referencia a los costos no-monetarios de un viaje en una red no congestionada. Estos costos son función de “w”, un indicador de la calidad de servicio que presta la infraestructura de transporte (nivel de servicio).

## Aplicaciones
En la modelización de transporte el costo generalizado es utilizado en muchos casos como función objetivo a ser optimizada. Más específicamente, se asume que las personas actuando racionalmente tratan de maximizar su utilidad y por esa razón tratan de reducir sus tiempos de viaje al máximo. 
Las funciones de costo generalizado se asumen en muchos casos como funciones lineales. Modelos lineales proveen una valiosa y flexible herramienta para obtener regresiones de datos relacionadsos con costos. Sin embargo, esto conlleva a que se asuma a que cada individuo está dispuesto a pagar lo mismo para ahorrar una hora, independiente del modo y del tiempo que ya haya gastado. Este concepto es aplicable en los pasos de distribución de viajes, selección modal y asignación de viajes.